# Агірешу
Агірешу (рум. Aghireșu) — село у повіті Клуж в Румунії. Входить до складу комуни Агірешу.
Село розташоване на відстані 350 км на північний захід від Бухареста, 29 км на захід від Клуж-Напоки.

## Населення
За даними перепису населення 2002 року у селі проживала 1361 особа.
Національний склад населення села:
| Національність | Кількість осіб | Відсоток |
| -------------- | -------------- | -------- |
| румуни         | 1079           | 79,3%    |
| угорці         | 170            | 12,5%    |
| цигани         | 112            | 8,2%     |

Рідною мовою назвали:
| Мова      | Кількість осіб | Відсоток |
| --------- | -------------- | -------- |
| румунська | 1157           | 85,0%    |
| угорська  | 166            | 12,2%    |
| циганська | 38             | 2,8%     |